# Aérodrome de Fria
L'aérodrome de Fria est un aéroport desservant Fria, une ville et une préfecture de la région de Boké en République de Guinée. L'aéroport se trouve du côté sud-est de Fria.

## Situation
| \| 50 km1:11 257 000 \| Conakry Kamsar Boké Fria Labé Faranah Kankan Siguiri Kissidougou Macenta Kérouané - Gbenko N'Zérékoré |
| 50 km1:11 257 000 |